# Bekim Kapić
Bekim Kapić, slovenski nogometaš, * 2. januar 1979.
Kapić je večji del kariere igral v slovenski ligi za klube Livar, Koper, Mura in Celje. Skupno je v prvi slovenski ligi odigral 141 prvenstvenih tekem in dosegel šest golov. Igral je tudi v ciprski ligi za kluba Enosis Neon Paralimni in Ayia Napa, od leta 2012 do 2014 pa je igral za madžarski Szeged 2011.
Za slovensko reprezentanco je 15, februarja 2002 odigral prijateljsko tekmo proti kitajski reprezentanci.